# Châtillon-sur-Bar
Châtillon-sur-Bar is een plaats in het Franse departement Ardennes in de regio Grand Est. De plaats maakt deel uit van het arrondissement Vouziers.

## Geschiedenis
Châtillon-sur-Bar ging op 29 december 1975 samen met Belleville-sur-Bar op in de gemeente Belleville-et-Châtillon-sur-Bar, waarvan Châtillon-sur-Bar een commune associée werd.